# Atletismo nos Jogos Pan-Americanos de 2023 - 5000 m masculino
A competição de 5000 metros masculino do atletismo nos Jogos Pan-Americanos de 2023 foi disputada em 31 de outubro no Parque Deportivo Estadio Nacional, em Santiago, no Chile. No total, competiram oito atletas de sete Comitês Olímpicos Nacionais (CON).

## Calendário
Horário local (UTC-4).
| Data          | Horário | Fase  |
| ------------- | ------- | ----- |
| 31 de outubro | 20:10   | Final |

## Medalhistas
| Ouro   | USA Kasey Knevelbaard           |
| Prata  | CAN Charles Philibert-Thiboutot |
| Bronze | BRA Altobeli da Silva           |

## Recordes
Antes desta competição, os recordes mundiais e dos Jogos Pan-Americanos da prova eram os seguintes:
| Tipo                             | Atleta           | Tempo    | Local          | Data                 |
| -------------------------------- | ---------------- | -------- | -------------- | -------------------- |
|                                  | Joshua Cheptegei | 12:35.36 | Mônaco         | 14 de agosto de 2020 |
| Recorde dos Jogos Pan-Americanos | Ed Moran         | 13:25.60 | Rio de Janeiro | 23 de julho de 2007  |

## Resultados

### Final
Estes foram os resultados:
| Pos. | Ordem | Atleta                      | Nacionalidade      | Tempo    | Notas                  |
| ---- | ----- | --------------------------- | ------------------ | -------- | ---------------------- |
| 01 ! | 6     | Kasey Knevelbaard           | USA Estados Unidos | 14:47.69 |                        |
| 02 ! | 7     | Charles Philibert-Thiboutot | CAN Canadá         | 14:48.02 |                        |
| 03 ! | 3     | Altobeli da Silva           | BRA Brasil         | 14:48.18 |                        |
| 4    | 5     | Santiago Catrofe            | URU Uruguai        | 14:50.83 | Recorde pessoal        |
| 5    | 1     | Héctor Pagán                | PUR Porto Rico     | 14:51.07 |                        |
| 6    | 8     | Emmanuel Bor                | USA Estados Unidos | 14:55.53 |                        |
| 7    | 2     | Ignacio Velásquez           | CHI Chile          | 14:57.21 |                        |
| 8    | 4     | Fernando Daniel Martínez    | MEX México         | DQ       | TR17.2.2[A] YC6.3.2[B] |

A Desqualificação – obstrução ou empurrão.
B Cartão amarelo – uso de dispositivo eletrônico na área de competição.
Legenda
| Recorde mundial                  | Recorde mundial (World record)               |                       | Recorde africano                      | Recorde africano (African) |                                           | Q | Classificado por posição (Qualified) |
| Recorde dos Jogos Pan-Americanos | Recorde pan-americano (Pan-American record)  | Recorde da América    | Recorde da América (Americas)         | q                          | Classificado por melhor tempo (Qualified) |   |                                      |
| Melhor marca do ano              | Melhor marca do ano (World leading)          | Recorde asiático      | Recorde asiático (Asian)              | DNS                        | Não largou (Did not start)                |   |                                      |
| Recorde nacional                 | Recorde nacional (National record)           | Recorde europeu       | Recorde europeu (European)            | DNF                        | Não terminou (Did not finish)             |   |                                      |
| Recorde pessoal                  | Recorde pessoal do atleta (Personal best)    | Recorde da Oceania    | Recorde da Oceania (Oceania)          | DSQ / DQ                   | Desclassificado (Disqualified)            |   |                                      |
| Recorde da temporada             | Recorde da temporada do atleta (Season best) | Recorde sul-americano | Recorde sul-americano (South America) | NM                         | Sem marca (No mark)                       |   |                                      |